# Junya Tanaka (fodboldspiller, født 1983)
Junya Tanaka (født 24. april 1983) er en tidligere japansk fodboldspiller.
Han har spillet for flere forskellige klubber i sin karriere, herunder Vissel Kobe, JEF United Chiba og Sagan Tosu.